# Tim Montgomery
Tim Montgomery (Gaffney, Carolina del Sur, Estados Unidos, 25 de enero de 1975) es un atleta estadounidense que mantuvo el récord mundial de los 100 m lisos desde 2002 hasta 2005.

## Carrera
Nacido en Gaffney, Carolina del Sur, Montgomery fue jugador de básquet y fútbol americano, antes de probar el atletismo. Montgomery no se clasificó para Atlanta 1996 en la categoría de 100 m, pero compitió en Atlanta en la primera ronda de los 4 x 100 m con el equipo estadounidense, prueba en la que finalmente quedaron segundos. En 1997 se clasificó para su primera competición internacional, los campeonatos mundiales, en donde ganó la medalla de bronce, acabando tercero tras Maurice Greene y Donovan Bailey. Dos años después quedó sexto en la final individual de los mundiales, pero ganó la medalla de oro con el equipo de relevos estadounidense.
Montgomery no se clasificó en la prueba individual para los Juegos Olímpicos de Sídney 2000, pero volvió a participar en las eliminatorias con el equipo de relevos; en la final, Estados Unidos ganó la medalla de oro.
El mejor momento de la carrera de Montgomery fue en septiembre de 2002, cuando batió el récord mundial de Greene en los 100 m por 0,0001 segundos. Con un viento favorable de 2,0 m/s (justo el máximo permitido), Montgomery corrió en 9,78 ganando el título honorífico de "hombre más rápido de la tierra".

## Escándalo por dopaje
Montgomery quedó en séptimo lugar en la final de la prueba de clasificación de su país para los Juegos Olímpicos de Atenas 2004, por lo que no fue seleccionado para participar en ellos. Antes de participar en las pruebas de clasificación para las Olimpiadas, fue acusado de utilizar dopaje, por la United States Antidopaje Agency. Montgomery argumentó que él, como otros muchos atletas destacados, obtuvo esteroides y hormonas del crecimiento de BALCO, un laboratorio cercano a San Francisco. El comité Antidopaje Americano (USADA) impuso una suspensión de cuatro años a Montgomery, quien apeló a la Court of Arbitration for Sport. En 2005 fue declarado culpable y se le desposeyó de todos los resultados y trofeos obtenidos desde el 31 de marzo de 2001, incluyendo su récord mundial. Marion Jones, su compañera y ganadora de los 100 m femeninos en Sídney 2000, también está bajo investigación. Montgomery y Jones tienen un hijo.
Paga hoy en una cárcel de Alabama por dos sentencias, una por posesión y venta de heroína y otra por pagar con cheques falsificados.